# مارجريت أميرة إسكتلندا وملكة النرويج
ولدت في الثامن والعشرين من فبراير 1261، وتوفيت في التاسع من إبريل 1283. كانت ملكة النرويج بزواجها من الملك "إيريك الثاني".

## حياتها
ولدت في قلعة "ويندسور". إنها ابنة الملك ألكسندر الثالث ملك إسكتلندا من زوجته الأولى "مارجريت" أميرة إنجلترا. ذهبت «مارجريت» إلى إسكتلندا في سن العشرين لتتزوج الملك "إريك ماجنوسون" ذا الثلاثة عشر عامًا. أصبح «إيريك» ملك النرويج في التاسع من مايو 1280. تم توقيع عقد الزواج في بلدة «روكسبورج» في الخامس والعشرين من يوليو 1281. تضمنت الوثيقة توريث عرض إسكتلندا إلى أبناء «مارجريت» و«إيريك». كان مهر «مارجريت» أربعة عشر ألف مارك إسترليني. قضيا العام التالي للزفاف في مدينة «برجن» بالنرويج، وفي العام نفسه توجت «مارجريت» ملكة على النرويج.
كان زواج «مارجريت» و«إيريك» تقليديًا قائمً على السياسة. فهو كفيلٌ بإنهاء الكراهية بين إسكتلندا والنرويج، تلك التي امتدت منذ 1266 نتيجةً لشروط "معاهدة بيرث". حسب شروط المعاهدة، تناولت النرويج عن جزر "هيبريدز" وجزيرة "مان" إلى إسكتلندا مقابل مبلغٍ زهيد يبلغ 4000 مارك بالإضافة إلى 100 مارك سنويًا. كما اعترفت إسكتلندا بسيادة النرويج على جزر "شتلاند" و"أوركني".
توفيت الملكة «مارجريت» في مدينة "تونسبيرج" أثناء الولادة أو بعدها بقليل. أنجبت فتاة وهي "مارجريت" سيدة النرويج التي أصبحت ملكة إسكتلندا بعد وفاة جدها الملك أليكساندر الثالث في 19 مارس 1286.
تم دفن الملكة «مارجريت» في كاتدرائية المسيح في منطقة «هولمن» ببلدة «برجن». تم هدم هذه الكاتدرائية عام 1531. أصبح مكانها الآن "حصن برجنوس" وهناك نصبٌ تذكاري.